# Ghumattus primus
Genre
Espèce
Ghumattus primus, unique représentant du genre Ghumattus, est une espèce d'araignées aranéomorphes de la famille des Salticidae.

## Distribution
Cette espèce est endémique du Bengale-Occidental en Inde,. Elle se rencontre à Ghum vers 2 200 m d'altitude dans le district de Darjeeling.

## Description
La carapace du mâle holotype mesure 2,00 mm de long et l'abdomen 1,62 mm.

## Publication originale
- Prószyński, 1992 : Salticidae (Araneae) of India in the collection of the Hungarian National Natural History Museum in Budapest. Annales zoologici, Warszawa, vol. 44, p. 165-277.